# Alcea leiocarpa
Alcea leiocarpa är en malvaväxtart som först beskrevs av G. Samuelsson och K. H. Rechinger, och fick sitt nu gällande namn av Paul Mouterde. Alcea leiocarpa ingår i släktet stockrosor, och familjen malvaväxter. Inga underarter finns listade i Catalogue of Life.